# Wedge Tomb von Loughash (Cashelbane)

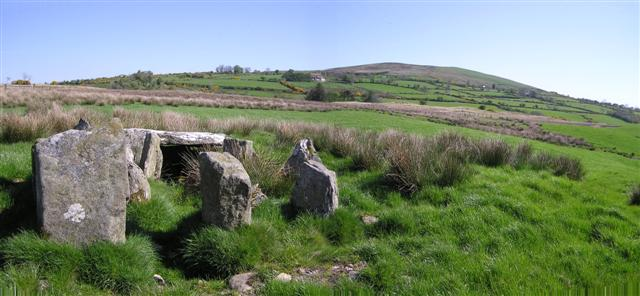
Wedge Tomb von Loughash (Cashelbane)

Das Wedge Tomb von Loughash befindet sich im gleichnamigen Townland und ist unter dem Namen Cashelbane (irisch Caiseal Bán, dt. „das weiße Steinfort“) bekannt. Es liegt im County Tyrone in Nordirland, in einem niedrigen Cairn mit etwa 19,0 m Durchmesser. Wedge Tombs (deutsch „Keilgräber“), früher auch „wedge-shaped gallery grave“ genannt, sind doppelwandige, ganglose, mehrheitlich ungegliederte Megalithanlagen der späten Jungsteinzeit und der frühen Bronzezeit.
Drei Steine bilden ein geteiltes Portal. Die Galerie ist etwa 6,5 m lang und 2,0 m breit. Mit einem Deckstein bedeckt ist nur ein Bereich in der Nähe der Rückwand. Er misst etwa 2,0 m × 1,5 m. Im hinteren Teil ist die Galerie in zwei kleine Kammern, die durch mehrere querliegende Steine gebildet werden, aufgeteilt. Eine solche Konstellation findet sich ansonsten nur noch in Ballyedmonduff im County Dublin. Das äußere Mauerwerk ist auf beiden Seiten gut erhalten. Die Gesamtgröße der Megalithanlage beträgt 7,2 m in der Länge und 3,5 m Breite an der Vorderfront, gegenüber 2,2 m Breite an der Rückseite. 
Der Cairn enthält eine große Anzahl von Quarzbrocken. Als der Platz in den 1930er Jahren ausgegraben wurde, hatte der Cairn über 55 m Durchmesser und 1,5 m Höhe über dem Deckstein. Die Ausgrabung erbrachte Feuerstein, viele Urnen, verbrannte Knochen und Gefäßscherben.
Im gleichen Townland liegt ein weiteres Wedge Tomb (Giant’s Grave) und 7,4 km entfernt das Wedge Tomb Tireighter im County Londonderry.